# Aeroporto de Alta Floresta
O Aeroporto de Alta Floresta - Piloto Oswaldo Marques Dias fica locado no município de Alta Floresta, região Norte do Mato Grosso. 
O aeroporto de Alta Floresta possui a quarta maior pista da região Centro Oeste (1.º - Brasília, 2.º - Campo Grande, 3.º - Goiânia, 4.º - Alta Floresta), com 2500 metros de comprimento, tendo condições de receber aeronaves de pequeno, médio e grande porte.
Possui voos regulares diários pela Azul Linhas Aéreas

## Características
- Latitude: 09º51'58 S
- Longitude: 56º06'16 W
- Piso: A
- Sinalização: s
- Operação: VFR e IFR Diurna/Noturna
- Operação: VFR e IFR RNAV (A partir de 28/03/2019)
- Pista com balizamento noturno
- L14 - Luzes ao longo das laterais da pista; L15 - Luzes de pista de táxi indicando sua trajetória;

L21 – Farol rotativo de aeródromo; L26 – Indicador de direção de vento iluminado
- Companhias aéreas: Azul Linhas Aéreas
- Distância do centro da cidade: 2 km.
- Pista: 04/22 2500 m x 30 m  Resistência:	30/F/C/X/U
- Farol rotativo
- Distância Aérea: Cuiabá 636 km; Brasília 1100 km; São Paulo 1820 km; Curitiba 1873 km..
- Indicadores de Precisão de Trajetória de Aproximação (PAPIs)
- Auxílios à navegação:
- VOR/DME: ATF 113.40 MHz 09 52.10S/056 06.30W
- NDB: ATF 245 kHz 09 52.23S/056 06.09W

## Endereço
Avenida Governador Jayme Veríssimo de Campos, s/nº - Alta Floresta- Fone: (66) 3903-1159 / 3521-5078 